# Stephanie Gaumnitz
Stephanie Gaumnitz, coneguda també com a Stephanie Pohl, (Cottbus, Brandenburg, 21 d'octubre de 1987) és una ciclista alemanya especialista en la pista encara que també competeix en carretera i en ciclocròs. Actualment milita a l'equip Cervélo-Bigla.

## Palmarès en pista
- 2011
  -  Campiona d'Alemanya en Puntuació
  -  Campiona d'Alemanya en Persecució
- 2012
  -  Campiona d'Europa en Puntuació
  -  Campiona d'Alemanya en Puntuació
- 2014
  -  Campiona d'Alemanya en Puntuació
  -  Campiona d'Alemanya en Persecució
- 2015
  -  Campiona del Món en Puntuació

### Resultats a laCopa del Món en pista
- 2013-2014
  - 1r a la Classificació general i a la prova d'Aguascalientes, en Puntuació

## Palmarès en ruta
- 2010
  - Vencedora d'una etapa a l'Albstadt-Frauen-Etappenrennen
- 2017
  - 1a al Tour de Berna